# Селище цегельного заводу (Клинський район)
Селище цегельного заводу — селище у складі міського поселення Клин Клинського району Московської області Російської Федерації

## Розташування
Селище цегельного заводу входить до складу міського поселення Клин. Найближчі населені пункти Белозерки, Дем'яново. Найближча залізнична станція Клин.

## Населення
Станом на 2010 рік у селі проживало 14 людей